# Lycenchelys remissaria
Lycenchelys remissaria är en fiskart som beskrevs av Fedorov, 1995. Lycenchelys remissaria ingår i släktet Lycenchelys och familjen tånglakefiskar. Inga underarter finns listade i Catalogue of Life.